# جورج ووكر (مصمم جرافيك)
جورج ووكر هو مصمم جرافيك كندي، ولد في 16 سبتمبر 1960.

## وصلات خارجية
- الموقع الرسمي